# Pięć sióstr a jedna
Pięć sióstr a jedna – jednoaktowa komedia Ludwika Adama Dmuszewskiego wystawiona w Teatrze Narodowym w Warszawie 10 marca 1820.

## Pierwowzór
Pierwowzorem utworu był fragment niemieckiej sztuki pt. Das Turnier zu Kronsern adaptowany przez L. A. Dmuszewskiego do realiów mu współczesnych.

## Treść
Utwór reprezentuje nurt obyczajowy w twórczości Ludwika Adama Dmuszewskiego. Bohaterkami utworu są siostry Zacniewskie, młode panny, które pragną uniknąć małżeństw zaaranżowanych przez zmarłego przed rokiem ojca oraz ciotkę. Aby doprowadzić do tego celu najmłodsza z sióstr - Amelia - podszywa się pod pozostałe siostry.

## Adaptacja radiowa
Adaptacja radiowa sztuki Pięć sióstr a jedna została wykorzystana jako motyw wielkanocnego odcinka słuchowiska pt. Krew i żelazo (Odc 16, Siostry). Odcinek został wyemitowany w Radio Kielce 18 kwietnia 2022 (reż. Magdalena Galas-Klusek).